# Shun Shioya
Shun Sioya (塩谷 瞬; 7 de junio de 1982; en Kanazawa, Prefectura Ishikawa, Japón) es un actor Japonés. Él interpretó el papel de Yousuke Shiina (Hurricane Red) en la serie televisiva Super Sentai Ninpuu Sentai Hurricaneger (2002).

## Filmografía

### Películas
- Pacchigi! (Break Through!) (2005)
- Like a Dragon (2007) – Satoru
- Chamaleon (2008)
- Ninpū Sentai Hurricaneger: 10 Years After (2012, Toei) – Yousuke Shiina/Hurricane Red
- Haha (2017) – Takiji Kobayashi

### Televisión
- Ninpuu Sentai Hurricaneger (2002) – Yousuke Shiina
- Kaizoku Sentai Gokaiger (2011) – Yousuke Shiina en Episodio 25  (Piratas y Ninjas) & Episodio 26 (Shushūto The Special)

## Premios
- 2006: 29.ª Academia de Japón Otorga — Mejor Recién llegado (por Break Through!)